# たくぎん野球部
たくぎん野球部（たくぎんやきゅうぶ）は、北海道札幌市に本拠地を置き、日本野球連盟に加盟していた社会人野球の企業チームである。1996年に解散した。
運営母体は、都市銀行の北海道拓殖銀行。

## 概要
1950年5月、北海道拓殖銀行の硬式野球部『北海道拓殖銀行野球部』として設立。
1955年頃から本格的な強化に取り組み、1957年に都市対抗野球初出場を果たす。1964年から1970年にかけては7年連続で都市対抗に出場し、その間1969年には産業対抗で優勝し、はじめて社会人野球の2大大会（都市対抗と産業対抗）で優勝旗を北海道にもたらした。1976年には都市対抗野球で準優勝を果たした。さらに、1978年には日本選手権で初優勝を達成。北海道5強の一角として全国大会で活躍した。
1992年、チーム名を『たくぎん野球部』に改称し、翌1993年から3年連続で都市対抗に出場していたが、同年末に母体の経営悪化から同行のスキー部などとともに休部が決定。1996年の都市対抗野球北海道予選を最後に活動を停止した。22人いた部員の多くは、シダックスやサンワード貿易、王子製紙苫小牧などに移籍した。なお、翌1997年に母体は経営破綻している。

## 沿革
- 1950年 - 『北海道拓殖銀行』として創部。
- 1957年 - 都市対抗野球に初出場。
- 1969年 - 産業対抗で優勝。
- 1975年 - 日本選手権に初出場。
- 1976年 - 都市対抗野球で準優勝。
- 1978年 - 日本選手権で優勝。
- 1992年 - チーム名を『たくぎん』に改称。
- 1996年 - 活動停止。

## 主要大会の出場歴・最高成績
- 都市対抗野球大会 - 出場20回、準優勝1回（1976年）
- 日本産業対抗野球大会 - 出場4回、優勝1回（1969年）
- 社会人野球日本選手権大会 - 出場10回、優勝1回（1978年）
- JABA北海道大会 - 優勝4回（1959年、1960年、1965年、1971年）

## 主な出身プロ野球選手
- 榎本直樹（投手） - 1971年ドラフト2位でヤクルトアトムズに入団
- 千藤三樹男（外野手） - 1971年ドラフト7位で東映フライヤーズに入団
- 原田末記（投手） - 1978年ドラフト1位でヤクルトスワローズに入団
- 中村弘道（投手） - 1985年ドラフト2位で南海ホークスに入団
- 吉田修司（投手） - 1988年ドラフト1位で読売ジャイアンツに入団
- 佐藤真一（外野手） - 1992年ドラフト4位で福岡ダイエーホークスに入団
- 吉井晃（投手） - 1992年ドラフト6位で横浜ベイスターズに入団

## かつて在籍していた選手
- 山本文博[3]（内野手） - 休部後星槎道都大学、札幌国際大学監督[3]
- 田中善則（内野手） - 休部に伴いシダックスに移籍し、1999年の第26回社会人野球日本選手権大会で最高殊勲選手賞を受賞
- 横山靖史[3]（外野手） - 休部後酪農学園大学外部コーチの後2022年より監督
- 岩田哲明 - 休部後小樽野球協会総監督[3]
- 大滝敏之[3] - 引退後本野球部最後の監督を務めた後[3]、1999年より苫小牧駒澤大学[4]（現・北洋大学）監督[3]